# Південне (Солонянський район)
Південне — колишнє село в Україні, Солонянському районі Дніпропетровської області. Знаходилося в півтора кілометрах від села Чернігівка. Ліквідоване у 1987 році.